# Estació de Sant Vicent Centre

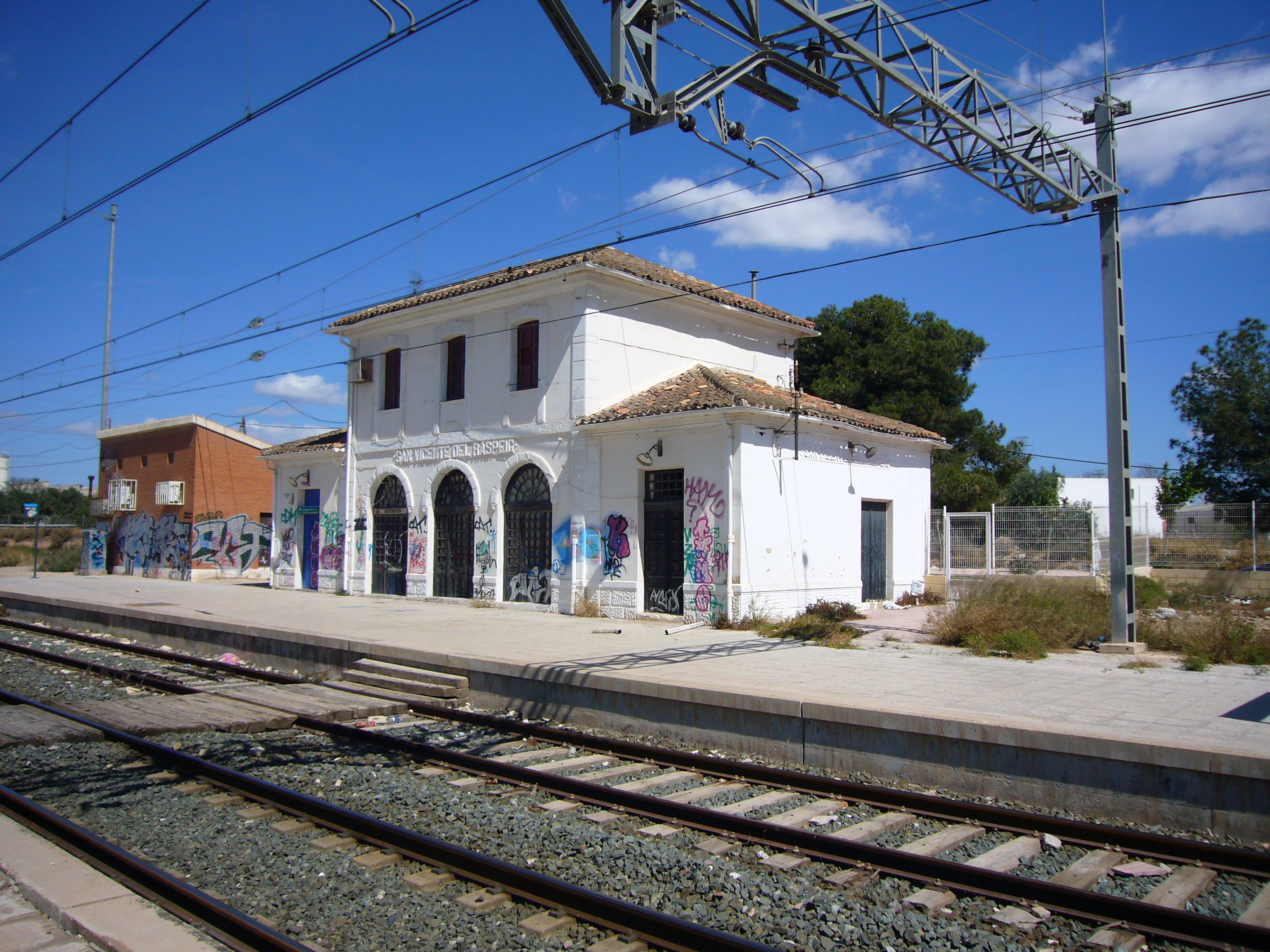
L'antiga estació de ferrocarril, en estat ruïnós pel seu abandonament.

Sant Vicent Centre és un baixador ferroviari situat al municipi valencià de Sant Vicent del Raspeig, a la comarca de l'Alacantí. Forma part de la línia C-3 de la xarxa de rodalies Múrcia-Alacant operada per Renfe. El baixador se situa al vial del Terraplé, al final del carrer Colón.

## Situació ferroviària
L'estació es troba en el punt quilomètric 446,5 de la línia fèrria d'ample ibèric La Encina-Alacant, a 115,67 metres d'altitud.

## Història
El recinte va ser inaugurat en 2007. Encara que al principi es va creure que l'antiga estació de ferrocarril, inaugurada per MSA en 1858, es restauraria amb l'arribada de la línia C-3 de la xarxa de rodalia, es va optar per construir-ne un nou baixador a escassos metres, una mica més pròxim al nucli urbà. La inversió, que es va unir a la construcció de l'estació que dona servei a la Universitat d'Alacant va ascendir a 3,8 milions d'euros.

## Característiques i serveis
El baixador compta als seus voltants amb un aparcament amb capacitat per a 120 vehicles, i també d'un punt de préstec públic de bicicletes. Encara no està planificada cap connexió directa amb el TRAM Metropolità d'Alacant.

## Servei ferroviaris
L'estació forma part de la línia C-3 de la xarxa de Rodalies Múrcia/Alacant, la qual és la terminal nord d'aquesta curta línia. Uns 16 trens diaris realitzen entre setmana la connexió amb Alacant en un trajecte, la durada mitjana del qual és de 10 minuts. Actualment aquests serveis es realitzen de forma sinèrgica amb alguns serveis Regionals cap a Villena.